# Placín
Placín (llamada oficialmente Santiago de Placín) es una parroquia y un lugar del municipio español de Manzaneda, en la provincia de Orense, Galicia.

## Organización territorial
La parroquia está formada por tres entidades de población:

### Entidades de población
Entidades de población que forman parte de la parroquia:
- Placín
- Trabazos

### Despoblado
Despoblado que forma parte de la parroquia:
- Touxil (Tonxil)

## Demografía

### Parroquia
| Gráfica de evolución demográfica de Placín (parroquia) entre 2000 y 2022 |
|                                                                          |
| Datos según el nomenclátor publicado por el INE.                         |

### Lugar
| Gráfica de evolución demográfica de Placín (lugar) entre 2000 y 2022 |
|                                                                      |
| Datos según el nomenclátor publicado por el INE.                     |